# Данилюк, Николай Николаевич
Никола́й Никола́евич Данилю́к (25 апреля 1937, Сталино, Шмаковский район, Приморский край, СССР — 31 октября 2021, Хабаровск, Россия) — советский государственный деятель. Председатель Хабаровского крайисполкома (1986—1990). Председатель Хабаровского краевого Совета народных депутатов (1990—1991). Почётный гражданин города Хабаровска.

## Биография
Родился в 1937 году в селе Сталино Шмаковского района (ныне — село Филаретовка Лесозаводского городского округа) Приморского края. Заочно окончил Хабаровский политехнический институт (ныне Тихоокеанский государственный университет) по специальности инженер-механик. После службы в армии, в 1966 году, по конкурсу был назначен главным механиком авиационно-технической базы Хабаровского объединённого авиаотряда (ХОА). Через четыре года, после переподготовки в Киевском институте инженеров гражданской авиации, стал заместителем командира ХОА по наземным службам. В 1972 году должен был быть назначен начальником киевского аэропорта «Борисполь», но получил приглашение перейти на работу инструктором в Железнодорожный райком КПСС Хабаровска. Первоначально Данилюк отказался работать в партийных органах, его попытались исключить из КПСС, но, благодаря тогдашнему первому секретарю краевой парторганизации Алексею Чёрному, он остался в партии и был вынужден перейти на партийную работу.
С 1975 по 1979 год — председатель Железнодорожного райисполкома Хабаровска. С 1979 по 1986 год — председатель Индустриального райисполкома Хабаровска.
С 1986 по 1990 год — председатель Хабаровского краевого исполнительного комитета. С 1990 по 1991 год — председатель Хабаровского краевого Совета народных депутатов.
Делегат XIX Всесоюзной конференции КПСС (1988 год).
Во время августовского путча 1991 года находился в Москве, поддерживал связь с министром обороны СССР маршалом Язовым. По приказу Язова Данилюку был предоставлен самолёт, на котором он вылетел в Хабаровск. Впоследствии дальневосточные сторонники реформ обвиняли Данилюка в сговоре с ГКЧП.
На парламентских выборах 1995 года выдвигался кандидатом в Государственную Думу по Хабаровскому одномандатному округу № 57, но проиграл выборы, набрав 10,23 % голосов.
Ветеран труда, почётный гражданин Хабаровска с 25 апреля 2000 года, почётный гражданин Хабаровского края (2014).

Мемориальная доска Н. Н. Данилюку в Хабаровске (здание Правительства Хабаровского края)

Скончался ночью 31 октября 2021 года в Хабаровске.